# Kristin Löfgren
Kristin Löfgren, född 22 juli 1989, är en svensk orienterare som tävlar för OK Kolmården. 
Löfgrens främsta meriter är en silvermedalj och en bronsmedalj från Nordiska mästerskapen 2009 i juniorklassen. 2009 fick hon även möjligheten att springa junior-VM i San Martino och blev där sexa på långdistans och åtta på medeldistans. Tillsammans med Tove Alexandersson och Jenny Lönnkvist kom Löfgren på en fjärdeplats i stafett. Löfgren har även två silvermedaljer och två bronsmedaljer i juniorklass på SM tillsammans med seger i den yngre damjuniorklassen, D18 Elit, på O-Ringen 2006 i Hälsingland.
Hon har tillhört juniorlandslagsgruppen i orientering.
Löfgren har bott i Norrköping och har utbildat sig till civilingenjör vid Linköpings universitet och har varit medlem i studentorienteringsföreningen LiTHe Vilse. Dessförinnan tävlade hon för Järfälla OK